# Tevfik Köse
Tevfik Köse, né le 12 juillet 1988 à Düsseldorf en Allemagne, est un footballeur turc.
Il évolue au poste d'attaquant au Bayer Leverkusen mais a été prêté au club turc d'Ankaraspor. Il faisait partie de l'équipe de Turquie lors de l'U-17 en 2005. Il a fini meilleur buteur du tournoi. Il est surnommé le nouveau Aykut Kocaman.